# Česká národní fotbalová liga 1989/1990
V soubojích 21. ročníku České národní fotbalové ligy 1989/90 se utkalo 16 týmů dvoukolovým systémem podzim - jaro.

## Konečná tabulka
Zdroj: 
| Poř. | Tým                              | Z  | V  | R  | P  | VG | OG | B  |
| ---- | -------------------------------- | -- | -- | -- | -- | -- | -- | -- |
| 1.   | TJ RH Spartak ZVÚ Hradec Králové | 30 | 21 | 5  | 4  | 54 | 16 | 47 |
| 2.   | TJ Škoda Plzeň                   | 30 | 18 | 6  | 6  | 58 | 29 | 42 |
| 3.   | TJ JZD Agro Slušovice            | 30 | 16 | 7  | 7  | 57 | 35 | 39 |
| 4.   | TJ DP Xaverov                    | 30 | 16 | 5  | 9  | 52 | 39 | 37 |
| 5.   | TJ VCHZ Pardubice                | 30 | 14 | 8  | 8  | 44 | 37 | 36 |
| 6.   | TJ Auto Škoda Mladá Boleslav     | 30 | 13 | 7  | 10 | 51 | 47 | 33 |
| 7.   | TJ Dynamo České Budějovice       | 30 | 13 | 6  | 11 | 54 | 40 | 32 |
| 8.   | TJ BSS Brandýs nad Labem         | 30 | 13 | 6  | 11 | 59 | 48 | 32 |
| 9.   | TJ Baník Havířov                 | 30 | 11 | 8  | 11 | 46 | 40 | 30 |
| 10.  | TJ Ostroj Opava                  | 30 | 8  | 10 | 12 | 37 | 47 | 26 |
| 11.  | TJ Gottwaldov                    | 30 | 11 | 7  | 12 | 38 | 43 | 23 |
| 12.  | TJ Sklo Union Teplice            | 30 | 10 | 8  | 12 | 31 | 43 | 22 |
| 13.  | TJ Slovan Elitex Liberec         | 30 | 8  | 6  | 16 | 34 | 50 | 22 |
| 14.  | TJ Poldi Kladno                  | 30 | 7  | 8  | 15 | 39 | 56 | 22 |
| 15.  | TJ VTŽ Chomutov                  | 30 | 7  | 6  | 17 | 26 | 52 | 20 |
| 16.  | TJ VP Frýdek-Místek              | 30 | 1  | 3  | 26 | 14 | 75 | -1 |

Poznámky:
- Z = Odehrané zápasy; V = Vítězství; R = Remízy; P = Prohry; VG = Vstřelené góly; OG = Obdržené góly; B = Body
- Týmy TJ Gottwaldov, TJ Sklo Union Teplice a TJ VP Frýdek-Místek byly původně ze soutěže vyloučeny po odehrání prvních kol. Poté byly do soutěže vráceny se šestibodovým odečtem za korupci.

|  | 1. československá fotbalová liga 1990/91 |
|  | Sestup do II. ČNFL 1990/91               |

## Soupisky mužstev

### TJ Dynamo České Budějovice
Petr Hejníček (5/0/0),
Milan Hluštík (26/0/6),
Petr Luksch (1/0/0) –
Jiří Anderle (2/0),
Petr Čermák (12/0),
Daniel Drahokoupil (27/0),
Ladislav Fujdiar (26/7),
Miroslav Hermer (25/0),
Jaroslav Holý (15/0),
Daniel Hort (9/3),
Jiří Jurásek (30/4),
František Kodras (2/0),
Jaroslav Konvalina (13/3),
Daniel Koranda (1/0),
Zdeněk Kořínek (15/2),
Pavel Kříž (4/1),
Jiří Lerch (19/3),
Robert Luksch (1/0),
Karel Poborský (3/0),
Jiří Povišer (28/2),
Zdeněk Procházka (21/9),
Milan Přibyl (17/3),
Zdeněk Urban (28/9),
Ivan Valachovič (30/4),
Jaroslav Vodička (8/0),
Martin Wohlgemuth (15/1) –
trenér Jiří Kotrba, asistent Josef Jodl

### TJ Ostroj Opava
Jiří Lindovský (29/0),
Roman Pelíšek (1/0) –
Aleš Bedrich (9/0),
Marian Bedrich (22/1),
Miroslav Bedrich (23/10),
Josef Bomba (5/0),
Ivo Farský (25/2),
Robert Gróff (19/3),
Ladislav Gurecký (21/0),
Pavel Hadaščok (26/0),
Milan Chabroň (20/1),
Tomáš Kamrád (4/0),
Jiří Kmínek (7/0),
Martin Komárek (24/3),
Miroslav Kořistka (23/1),
Roman Linda (10/1),
Ivan Panáč (26/5),
Jindřich Pardy (12/1),
Libor Pauliška (2/0),
Pavel Poštulka (25/5),
Jiří Studeník (15/1),
Martin Vehovský (5/0),
Kamil Vrba (29/0) –
trenér Alois Sommer, asistent Zdeněk Knopp